# Eosentomon boneti
Eosentomon boneti är en urinsektsart som beskrevs av Sören Ludvig Paul Tuxen 1956. Eosentomon boneti ingår i släktet Eosentomon och familjen trakétrevfotingar. Inga underarter finns listade i Catalogue of Life.